# Kreis Strelno

Der Kreis Strelno in den Grenzen von 1886 bis 1919

Der Kreis Strelno war ein preußischer Landkreis, der zwischen 1886 und 1919 im Regierungsbezirk Bromberg der Provinz Posen bestand. Das ehemalige Kreisgebiet gehört heute zur polnischen Woiwodschaft Kujawien-Pommern.

## Geschichte
Das Gebiet um die Stadt Strelno gehörte nach der Ersten Teilung Polens von 1772 bis 1807 zum Netzedistrikt in der preußischen Provinz Westpreußen. Nach dem Frieden von Tilsit kam das Gebiet 1807 zum Herzogtum Warschau. Nach dem Wiener Kongress am 15. Mai 1815 fiel es erneut an Preußen, wo es zum Kreis Inowrazlaw im Regierungsbezirk Bromberg in der Provinz Posen gehörte.
Am 1. Juli 1886 wurde aus dem Südteil des Kreises Inowrazlaw mit den Städten Strelno und Kruschwitz sowie den Polizeidistrikten Strelno I, Strelno II und Kruschwitz der neue Kreis Strelno gebildet. Sitz des Landratsamtes wurde die Stadt Strelno.
Am 27. Dezember 1918 begann in der Provinz Posen der Großpolnische Aufstand der polnischen Bevölkerungsmehrheit gegen die deutsche Herrschaft, und bereits am 5. Januar 1919 war die Kreisstadt Strelno unter polnischer Kontrolle. Am 16. Februar 1919 beendete ein Waffenstillstand die polnisch-deutschen Kämpfe, und am 28. Juni 1919 trat die deutsche Regierung mit der Unterzeichnung des Versailler Vertrags den Kreis Strelno auch offiziell an das neu gegründete Polen ab. Aus dem Kreis Strelno wurde der polnische Powiat Strzelno, der 1932 aufgelöst und auf die Nachbarkreise Mogilno und Inowrocław aufgeteilt wurde.

## Einwohnerentwicklung
| Jahr | Einwohner | Quelle |
| ---- | --------- | ------ |
| 1890 | 31.127    | [ 1 ]  |
| 1900 | 34.243    | [ 1 ]  |
| 1910 | 37.620    | [ 1 ]  |

Der Kreis hatte im Jahre 1890 etwa 80 % polnische und 20 % deutsche Einwohner. Der Großteil der deutschen Einwohner verließ nach 1919 das Gebiet.

## Politik

### Landräte
18860000000Gießel (kommissarisch)
1887–189900Viktor Hassenpflug
1899–190200Gottfried Kritzler (1859–1913)
1902–191200Max Hausleutner
1912–191800Alfred Kieckebusch (* 1877)
19190000000Paul (jun.) von Krause (1882–1946) (vertretungsweise)

### Wahlen
Der Kreis Strelno gehörte zum Reichstagswahlkreis Bromberg 4. Der Wahlkreis wurde bei allen Reichstagswahlen von Kandidaten der Polnischen Fraktion gewonnen.

## Städte und Gemeinden
Vor dem Ersten Weltkrieg umfasste der Kreis Strelno die folgenden Städte und Landgemeinden:
| - Bacharcie - Bielsko, Dorf - Bielsko, Kolonie - Biskupice - Blumendorf - Bronislaw - Bytow - Chelmiczki - Chrosno - Ciechrz - Ciencisko - Cykowo - Emmowo - Friedrichowo - Frohenau - Fünfhöfen - Gay | - Gocanowo - Gora - Groß Slawsk - Großsee - Hochkirch - Jerzyce - Kaisershöh - Kaisersthal - Karsk - Kicko - Kleinsee - Königlich Kobelnica - Königsbrunn - Königsthal - Kozuszkowo wola - Krumknie - Kruschwitz, Stadt | - Kruschwitz Dorf - Kusnierz - Liliendorf - Lindenthal - Lonke - Lostau - Ludzisk - Marianowo - Markowitz - Mlyny - Mühlgrund - Neuberlin - Neudorf - Orpikowo - Ostrowo bei Gembitz - Papros - Pietzki | - Polanowitz - Pomiany - Raschleben - Rzadkwin - Rzeszyn - Siedlimowo - Sierakowo - Slabencin - Sokolnik - Strelno, Stadt - Weitendorf - Wola wapowska - Woycin - Xionz - Zaborowo - Zalinowo - Zernik - Zlotowo |

Zum Kreis, der 1910 eine Fläche von 615 km² besaß, gehörten außerdem zahlreiche Gutsbezirke. Die Landgemeinden und Gutsbezirke waren zu Polizeidistrikten zusammengefasst. In der Zeit nach 1871 wurden einige Ortsnamen eingedeutscht:
Groß Jeziory → Großsee (1875)
Strzelno → Strelno (1875)
Friedrichowo → Friedrichau (1901/07)
Ciencisko → Deutschrode (1905)
Kolonie Bielsko → Annaberg (1908/10)